# Туристичне управління Катару
Туристичне управління Катару (араб. الهيئة العامة للسياحة, англ. Qatar Tourism Authority), підрозділ Катарського уряду — це вищий орган, відповідальний за формулювання та виконання правил, постанов та законів, що стосуються розвитку та просування туризму в Катарі. Це міністерство відповідає за туристичні пам'ятки та розміщення туристів з метою розширити та урізноманітнити туристичну індустрію Катару, а також за формування ролі туризму у ВВП країни та її майбутньому зростанні та соціальному розвитку.
Робота Управління скеровується Національною стратегію туристичного сектору Катару 2030 (Qatar National Tourism Sector Strategy 2030, QNTSS), опублікованою у лютому 2014 року з метою встановити план для майбутнього розвитку цього сектору.

## Звільнення від отримання візи
Громадянам країн Ради співробітництва країн Перської затоки (Бахрейн, Кувейт, Оман, Саудівська Аравія та Об'єднані Арабські Емірати) не потрібна віза для в'їзду в Катар.

## Гостьова віза
Громадянам нижчезазначених 34 країн не потрібно проходити попередні формальності, пов'язані з отриманням візи, вони отримують дозвіл на безвізовий в'їзд по прибутті в Катар. Дозвіл діє протягом 180 днів починаючи з дати його видачі та дає громадянам право перебування у Катарі до 90 днів під час однієї чи кількох поїздок.
| 1. Австрія 2. Багамські Острови 3. Бельгія 4. Болгарія 5. Хорватія 6. Кіпр 7. Чехія 8. Данія 9. Естонія 10. Фінляндія 11. Франція 12. Німеччина | 13. Греція 14. Угорщина 15. Ісландія 16. Італія 17. Латвія 18. Ліхтенштейн 19. Литва 20. Люксембург 21. Малайзія 22. Мальта 23. Нідерланди 24. Норвегія | 25. Польща 26. Португалія 27. Румунія 28. Сейшельські Острови 29. Словаччина 30. Словенія 31. Іспанія 32. Швеція 33. Швейцарія 34. Туреччина |

Громадянам нижчезазначених 46 країн не потрібно проходити попередні формальності, пов'язані з отриманням візи, вони отримують дозвіл на безвізовий в'їзд по прибутті в Катар. Дозвіл діятиме протягом 30 днів починаючи з дати його видачі та дає громадянам право перебування у Катарі до 30 днів під час однієї чи кількох поїздок. Цей дозвіл може бути подовжений ще на 30 днів.
| 1. Андорра 2. Аргентина 3. Австралія 4. Азербайджан 5. Білорусь 6. Болівія 7. Бразилія 8. Бруней 9. Канада 10. Чилі 11. Китай 12. Колумбія 13. Коста-Рика 14. Куба 15. Еквадор 16. Грузія | 17. Гаяна 18. Гонконг 19. Індія 20. Індонезія 21. Ірландія 22. Японія 23. Казахстан 24. Ліван 25. Македонія 26. Мальдіви 27. Мексика 28. Молдова 29. Монако 30. Нова Зеландія 31. Панама 32. Парагвай | 33. Перу 34. Росія 35. Сан-Марино 36. Сінгапур 37. Південна Африка 38. Південна Корея 39. Суринам 40. Таїланд 41. Україна 42. Велика Британія 43. Сполучені Штати Америки 44. Уругвай 45. Ватикан 46. Венесуела |

## Туристична віза до Катару
Подати онлайн-заявку на отримання туристичної візи можуть туристи, які подорожують до Катару рейсом будь-якої авіалінії. Щоб подати заявку, потрібно:
- Заповнити онлайн-анкету
- Завантажити необхідні документи (зокрема скан-копію паспорта і особисті фотографії)
- Надати інформацію про бронювання авіаквитків
- Здійснити оплату, використовуючи дійсну кредитну картку

Туристи, які подорожують до Катару з авіалінією Qatar Airways, можуть подати заявку на отримання туристичної візи для себе та будь-яких туристів, разом з якими вони подорожують, якщо їх квитки заброньовано в одному й тому ж замовленні.

## Транзитна віза до Катару
Пасажири будь-якої національності, які перетинатимуть кордони Катару рейсом авіалінії Qatar Airways, мають право подати заявку на отримання безкоштовної транзитної візи, що діятиме протягом 96 годин. Проте діють певні правила та умови, відповідно до яких візи можуть видаватися лише Міністерством внутрішніх справ Катару.

## Туристична віза для резидентів країн Ради співробітництва країн Перської затоки
Резиденти країн Ради співробітництва країн Перської затоки, які мають відповідну професію, і туристи, які подорожують разом з ними, можуть отримати туристичну візу резидента країни Ради співробітництва країн Перської затоки по прибутті в Катар. Цю одноразову візу можна отримати, сплативши кредитною карткою 100 катарських ріалів; вона діє протягом 30 днів і може бути подовжена ще на три місяці. Туристам, які бажають скористатися цією візовою схемою, після в'їзду до Катару потрібно буде надати офіційні документи, що підтверджуватимуть їхню професію.